# Vanessa Ataídes
Vanessa Barbosa de Ataídes (Gama, 20 de outubro de 1985) é uma modelo e fisiculturista brasileira. Ganhou destaque internacional no jornal britânico The Sun e o americano New York Post. Em 2022, a RTL Group, o maior grupo de mídia da europa gravou um documentário sobre a vida da modelo.

## Biografia
Começou a carreira de modelo em 2013, após o convite do Brasiliense Futebol Clube, tornou-se musa do time e obteve projeção nacional. Em 2013 foi eleita pelo portal R7 uma das personalidades que mais se destacaram no Distrito Federal.  
No mesmo ano, decidiu entrar para o mundo fitness, e assim começou a competir no fisiculturismo na categoria Wellness. Em seu primeiro desafio, representou o Distrito Federal, no Campeonato Brasileiro de Fisiculturismo, organizado pelo IFBB no Rio de Janeiro, onde alcançou o 4° lugar. E na segunda competição o Campeonato Brasiliense, ficou em 2° lugar. 
Em 2017 começou a ser destaque com frequência na imprensa nacional pela circunferência dos glúteos. 

### O maior do Brasil
Após tentar carreira na música como "MC Sarada" e abandonar o antigo nome "Vanessa Soares", em 2020 a modelo passou a usar o nome de batismo "Vanessa Ataídes". No mesmo ano foi notícia nos principais veículos de comunicação do país, chamando também a atenção da imprensa internacional. Em 2021, o jornal britânico The Sun publicou que Vanessa tem "o maior do Brasil e a segunda maior do mundo". Jornais como Correio da Manhã de Portugal, News24 da África do Sul, Daily Star do Reino Unido e New York Post dos Estados Unidos também noticiaram, entre dezenas de veículos ao redor do mundo.
Ainda em 2021, participou do reality show Gyn House exibido pela PUC TV Goiás.
Com notoriedade na mídia nacional  
 e internacional, a rede televisão alemã RLT gravou um documentário sobre a vida de Vanessa Ataídes. Também gravou entrevistas e foi destaque nas redes de televisão: Barcrof TV da Inglaterra e Metropolis TV da Holanda. 

## Vida pessoal
Em 2015 foi apontada como affair do jogador de futebol Neymar Jr. 